# NGC 5606
NGC 5606 је расејано звездано јато у сазвежђу Кентаур које се налази на NGC листи објеката дубоког неба.
Деклинација објекта је - 59° 37' 56" а ректасцензија 14h 27m 47,2s. Привидна величина (магнитуда) објекта NGC 5606 износи 7,7. NGC 5606 је још познат и под ознакама OCL 922, ESO 134-SC3.